# Shafer (Minnesota)
Shafer – miasto w Stanach Zjednoczonych, w stanie Minnesota, w hrabstwie Chisago.